# Порохово (Волоколамск)
Порохово — упразднённая деревня Волоколамского района Московской области, Россия. Включена в состав пгт Привокзальный. С включением 30 сентября 2003 года Привокзального посёлка в состав города Волоколамска Порохово входит в микрорайон Привокзальный.

## География
Уличная сеть
деревни после вхождения в состав города переименовалась:
— ул. Садовую д. Порохово — в ул. Малиновую г. Волоколамска;
— ул. Зелёную д. Порохово — в ул. Ключевую г. Волоколамска.
Одновременно в пос. Волоколамец:
- ул. Центральная стала ул. Пороховская г. Волоколамска;
- пер. Центральный стал пер. Пороховской г. Волоколамска;

## История
До 1929 года Порохово было центром Пороховского с/с в пригородной зоне города Волоколамска одновременно отнеся к Волоколамскому району Московского округа Московской области.
31 января 1936 года селение Порохово было передано из Солдатского с/с в Привокзальный с/с.
4 января 1952 года из Привокзального с/с в Пригородный с/с были переданы селения Лудина Гора и Порохово.

## Известные уроженцы, жители
Никитинский, Дмитрий Владимирович (род. 1992) — российский футболист, защитник и полузащитник клуба «Балашиха».